# Tropisternus salsamentus
Tropisternus salsamentus är en skalbaggsart som beskrevs av Henry Clinton Fall 1901. Tropisternus salsamentus ingår i släktet Tropisternus och familjen palpbaggar. Inga underarter finns listade i Catalogue of Life.